# Lilli Palmer
Lilli Palmer (24 de maio de 1914 - 27 de janeiro de 1986) foi uma atriz e escritora alemã. Iniciou sua carreira no cinema britânico na década de 1930. Mais tarde participou de produções de Hollywood, ganhando uma indicação ao Globo de Ouro por sua atuação em But Not for Me (1959).
Seus outros papéis notáveis incluem a comédia The Pleasure of His Company (1961), o filme de terror espanhol The House That Screamed (1969) e a minissérie Peter the Great (1986), que lhe rendeu outra indicação ao Globo de Ouro. Ela foi ganhou o prêmio Coppa Volpi de Melhor Atriz, e o Deutscher Filmpreis três vezes.

## Filmografia

### Cinema
| Ano  | Título                                  | Papel                                    | Notas                                                                 |
| ---- | --------------------------------------- | ---------------------------------------- | --------------------------------------------------------------------- |
| 1935 | Crime Unlimited                         | Natacha                                  |                                                                       |
| 1936 | Wolf's Clothing                         | Lydia                                    |                                                                       |
| 1936 | The First Offence                       | Jeannette                                |                                                                       |
| 1936 | Secret Agent                            | Lilli                                    |                                                                       |
| 1937 | Good Morning, Boys                      | Yvette                                   |                                                                       |
| 1937 | The Great Barrier                       | Lou                                      |                                                                       |
| 1937 | Command Performance                     | Susan                                    |                                                                       |
| 1938 | Crackerjack                             | Baroness Von Haltz                       |                                                                       |
| 1939 | A Girl Must Live                        | Clytie Devine                            |                                                                       |
| 1939 | Blind Folly                             | Valerie                                  |                                                                       |
| 1940 | Sunset in Vienna                        | Gelda Sponek                             |                                                                       |
| 1940 | The Door with Seven Locks               | June Lansdowne                           | Também conhecido como: Chamber of Horrors                             |
| 1942 | Thunder Rock                            | Melanie Kurtz                            |                                                                       |
| 1943 | The Gentle Sex                          | Erna Debruski                            |                                                                       |
| 1944 | English Without Tears                   | Brigid Knudsen                           | Também conhecido como: Her Man Gilbey                                 |
| 1945 | The Rake's Progress                     | Rikki Krausner                           | Também conhecido como: Notorious Gentleman                            |
| 1946 | Beware of Pity                          | Baroness Edith de Kekesfalva             |                                                                       |
| 1946 | Cloak and Dagger                        | Gina                                     |                                                                       |
| 1947 | Body and Soul                           | Peg Born                                 |                                                                       |
| 1948 | My Girl Tisa                            | Tisa Kepes                               |                                                                       |
| 1948 | No Minor Vices                          | April Ashwell                            |                                                                       |
| 1949 | Wicked City                             | Tania                                    |                                                                       |
| 1951 | The Long Dark Hall                      | Mary Groome                              |                                                                       |
| 1952 | The Four Poster                         | Abby Edwards                             |                                                                       |
| 1953 | Main Street to Broadway                 | Lilli Palmer                             |                                                                       |
| 1954 | Fireworks                               | Iduna                                    |                                                                       |
| 1956 | Devil in Silk                           | Melanie                                  |                                                                       |
| 1956 | The Taming of the Shrew                 | Katherina                                | Telefilme                                                             |
| 1956 | The Story of Anastasia                  | Anna Anderson                            |                                                                       |
| 1956 | Between Time and Eternity               | Nina Bohlen                              |                                                                       |
| 1957 | The Night of the Storm                  | Marianne Eichler                         |                                                                       |
| 1957 | The Glass Tower                         | Katja Fleming                            |                                                                       |
| 1958 | A Woman Who Knows What She Wants        | Julia Klöhn, Lehrerin & Angela Cavallini |                                                                       |
| 1958 | The Lovers of Montparnasse              | Beatrice Hastings                        | Também conhecido como: Modigliani of Montparnasse                     |
| 1958 | Girls in Uniform                        | Elisabeth von Bernburg                   | Também conhecido como: Mädchen in Uniform                             |
| 1958 | Life Together                           | Odette de Starenberg                     | Também conhecido como: La Vie à deux                                  |
| 1959 | But Not for Me                          | Kathryn Ward                             |                                                                       |
| 1960 | Mrs. Warren's Profession                | Sra. Kitty Warren                        |                                                                       |
| 1960 | Conspiracy of Hearts                    | Mother Katharine                         |                                                                       |
| 1961 | The Pleasure of His Company             | Katharine Dougherty                      |                                                                       |
| 1961 | The Last of Mrs. Cheyney                | Sra. Cheney                              |                                                                       |
| 1962 | The Constant Wife                       | Constanze Calonder                       |                                                                       |
| 1962 | Leviathan                               | Mother                                   | Também conhecido como: Dark Journey                                   |
| 1962 | The Counterfeit Traitor                 | Sra. Marianne Möllendorf                 |                                                                       |
| 1962 | Le rendez-vous de minuit                | Eva / Anne Leuven                        |                                                                       |
| 1962 | Adorable Julia                          | Julia Lambert                            |                                                                       |
| 1962 | L'amore difficile                       | Hilde                                    | Também conhecido como: Sex Can Be Difficult, (segmento "Il serpente") |
| 1963 | Miracle of the White Stallions          | Vedena Podhajsky                         |                                                                       |
| 1963 | Torpedo Bay                             | Lygia da Silva                           |                                                                       |
| 1963 | Das große Liebesspiel                   | Atriz                                    |                                                                       |
| 1964 | Le Grain de sable                       | Anna-Maria di Scorza                     |                                                                       |
| 1965 | Operation Crossbow                      | Frieda                                   |                                                                       |
| 1965 | The Amorous Adventures of Moll Flanders | Dutchy                                   |                                                                       |
| 1965 | God's Thunder                           | Marie Brassac                            | Também conhecido como: Le Tonnerre de Dieu                            |
| 1966 | Zwei Girls vom Roten Stern              | Olga Nikolaijewna                        | Também conhecido como: An Affair of States                            |
| 1966 | Der Kongreß amüsiert sich               | Príncipe Metternich                      | Também conhecido como: Congress of Love                               |
| 1966 | Le Voyage du père                       | Isabelle Quantin                         | Also known as: Father's Trip                                          |
| 1967 | The Dance of Death                      | Alice                                    |                                                                       |
| 1967 | Jack of Diamonds                        | Ela mesma                                |                                                                       |
| 1967 | The Diary of Anne Frank                 | Edith Frank                              | Telefilme                                                             |
| 1968 | Sebastian                               | Elsa Shahn                               |                                                                       |
| 1968 | Oedipus the King                        | Jocasta                                  |                                                                       |
| 1968 | Nobody Runs Forever                     | Sheila Quentin                           |                                                                       |
| 1969 | Hard Contract                           | Adrianne                                 |                                                                       |
| 1969 | De Sade                                 | Mademoiselle de Montreuil                |                                                                       |
| 1969 | The House That Screamed                 | Señora Fourneau                          | Também conhecido como: La residencia                                  |
| 1970 | Only the Cool                           | Helen                                    |                                                                       |
| 1970 | Hauser's Memory                         | Anna Hauser                              | Telefilme                                                             |
| 1971 | Murders in the Rue Morgue               | Sra. Charron                             |                                                                       |
| 1972 | What the Peeper Saw                     | Dra. Viorne                              |                                                                       |
| 1975 | Lotte in Weimar                         | Lotte                                    |                                                                       |
| 1978 | The Boys from Brazil                    | Esther Lieberman                         |                                                                       |
| 1980 | Weekend                                 | Judith Bliss                             | Telefilme                                                             |
| 1980 | Kinder                                  | Mother                                   | TV movie                                                              |
| 1982 | High Society Limited                    | Hilde                                    |                                                                       |
| 1982 | Imaginary Friends                       | Ellen Pitblado                           | Telefilme                                                             |
| 1985 | The Holcroft Covenant                   | Althene Holcroft                         |                                                                       |
| 2018 | The Other Side of the Wind              | Zarah Valeska                            |                                                                       |

### Televisão
| Ano       | Título                                   | Papel                         | Notas                                        |
| --------- | ---------------------------------------- | ----------------------------- | -------------------------------------------- |
| 1938      | Starlight                                |                               | Episódio: "Richard Hearne"                   |
| 1938      | S-s-s-h! The Wife!                       | The Wife                      | Curta                                        |
| 1949      | Suspense                                 | Julia                         | Episódio: "The Comic Strip Murder"           |
| 1950      | The Philco-Goodyear Television Playhouse | Molly Collicutt               | Episódio: "The Uncertain Molly Collicutt"    |
| 1952      | Lux Video Theatre                        | Nancy                         | Episódio: "Three Hours Between Planes"       |
| 1952      | Omnibus                                  | Anne Boleyn                   | Episódio: "The Trial of Anne Boleyn"         |
| 1953      | The United States Steel Hour             | Sra. Chrystal Weatherby       | Episódio: "The Man in Possession"            |
| 1954      | Four Star Playhouse                      | Stacy Lawrence                | Episódio: "Lady of the Orchids"              |
| 1971      | Der Kommissar                            | Hilde Larasser                | Episódio: "Der Kommissar: Grau-roter Morgen" |
| 1972–1979 | Eine Frau bleibt eine Frau               | Various                       | 5 episódios                                  |
| 1974      | The Zoo Gang                             | Manouche 'The Leopard' Roget  | 6 episódios                                  |
| 1974      | Derrick                                  | Martha Balke / Johanna Jensen | Episódio: "Johanna"                          |
| 1984      | The Love Boat                            | Lilly Marlowe                 | 2 episódios                                  |
| 1986      | Peter the Great                          | Natalya                       | Minissérie                                   |